# Sennecey-lès-Dijon
 Sennecey-lès-Dijon  es una población y comuna francesa, en la región de Borgoña, departamento de Côte-d'Or, en el distrito de Dijon y cantón de Dijon-2.

## Demografía
| 167 | 749 | 1073 | 927 | 1535 | 2168 |
| Para los censos de 1962 a 1999 la población legal corresponde a la población sin duplicidades (Fuente: INSEE [Consultar]) |     |      |     |      |      |